# آزمایشگاه پیش‌رانش جت

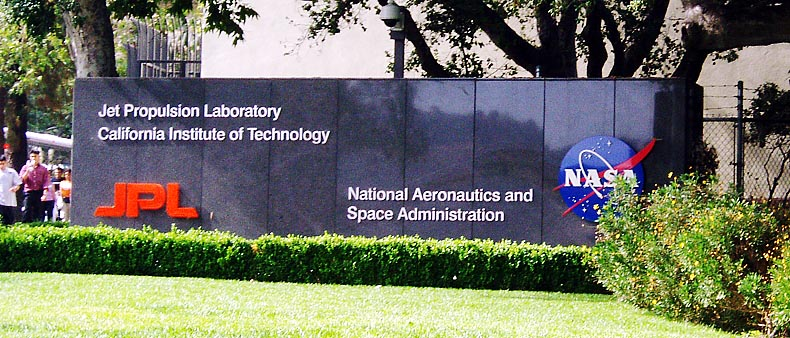

آزمایشگاه پیش‌رانش جت (به انگلیسی: Jet Propulsion Laboratory) موسوم به جی‌پی‌ال (JPL) یک آزمایشگاه علمی و فناوری ناسا است. این آزمایشگاه مسئول پرتاب و کنترل ماموریت‌های بی‌سرنشینی است که به مسافت‌های بسیار دور، از جمله مسافت‌هایی خارج از سامانه خورشیدی، پرتاب می‌شوند. 
آزمایشگاه پیش‌رانش جت در پاسادینا در کالیفرنیا قرار دارد، و زیر نظر کلتک است. شارل العشی از سال ۲۰۰۱ تا ۲۰۱۶ ریاست این آزمایشگاه را بر عهده داشت.